# Fast Glass
Kill Speed (también conocida como Fast Glass) es una película directa a vídeo del 2010 de acción dirigida por Kim Bass y es protagonizada por Andrew Keegan y Brandon Quinn.

## Sinopsis
Los personajes interpretan un drama que tiene complicacicones derivadas del transporte de grandes cantidades de metanfetamina ilegal en forma de aviones de plástico de alta tecnología.

## Reparto
- Andrew Keegan como Strayger.
- Brandon Quinn como Rainman.
- Natalia Cigliuti como Rosanna.
- Nick Carter como Forman.
- Reno Wilson como Kyle Jackson.
- Greg Grunberg como Jonas Moore.
- Christian Monzon como Escondido.
- Graham Norris como Einstein.

- Tom Arnold como Rhaynes.
- Bill Goldberg como Big Bad John.
- Robert Patrick como President.
- Joshua Alba como Vasquez.
- Big Rick Hoffman como Biker Henchman #1.
- Chris Maida como Biker Henchman #2.
- Chris Callen como Biker Henchman #3.

## Producción
La película está ambientada en un desierto tórrido en el Sur de California y Andrew Keegan, Brandon Quinn, Natalie Cigliuti, Nick Carter, Reno Wilson, Christian Monzon y Greg Grunberg aparecen en ella.